# Battsengel
Battsengel (tiếng Mông Cổ: Батцэнгэл, hạnh phúc vững bền) là một sum của tỉnh Arkhangai tại Mông Cổ, nằm cách thủ đô Ulaanbaatar 400 km về phía tây. Nó có dân số là 3.846 người vào năm 2009.

## Địa lý
Sum Battsengel có diện tích khoảng 3.500 km² và có độ cao là 1.427 m trên mực nước biển.

## Giáo dục
Vào năm 2012, trường trung học cơ sở 12 Năm tại Battsengel đã giành được một giải thưởng Trường học tốt nhất tỉnh Arkhangai.

## Hành chính
Sum Battsengel được chia thành 6 bag (xã):
- Ulaanchuluu
- Khunug
- Del
- Bayan-Uul
- Tsats
- Dayrbor

Ngoài ra còn bao gồm thị trấn Jargalant, trung tâm sum.

## Người nổi tiếng
- Vandan Galsankhuu (1888-1935) - đô vật vô địch Mông Cổ
- Gelegjamts Usukhbayar (1973-) - nhà vô địch thế giới Mông Cổ
- Tsedendamba Sambuu (1948 -) - thợ may nổi tiếng người Mông Cổ
- Mundeg Gochoo (1919) - một người chăn gia súc tốt của Mông Cổ
- Lkhagvasuren Gurjav (1958) - tiến sĩ triết học, giáo sư
- Odontuya Purevsangaa (1966) - bác sĩ y khoa
- Batbold Soronzonbold (1958) - Nghệ sĩ Đại sứ thiếu nhi, Nhà văn âm nhạc thiếu nhi, Công nhân văn hóa hàng đầu, Giáo viên